# Galagonya-kökény cserjés
A galagonya-kökény cserjés (avagy töviskes Pruno spinosae-Crataegetum Soó, (1927) 1931) a melegkedvelő szubmediterrán cserjések (Berberidion Br-Bl.) társulástani csoportjának egyik, Magyarországon is elterjedt növénytársulása.

## Hazai elterjedése
Alföldeinken és a Dunántúli dombságon mindenfelé megtalálható, a Magyar középhegységben főképp a tölgyes és gyertyános–tölgyes övben.

## Jellemző fajai
Előfordulhat, hogy a cserjeszint egyetlen fajból áll — ez leggyakrabban a kökény (Prunus spinosa) vagy az egybibés galagonya (Crataegus monogyna). Az ilyen esetek azonban nem túl gyakoriak, és a cserjeszintben e két faj mellett rendszeresen megjelennek:
- rózsafajok,(Rosa agrestis, Rosa elliptica, Rosa zalana), de különösen a
  - gyepűrózsa (Rosa canina)

További, gyakori fajok:
- varjútövis (Rhamnus cathartica),
- mezei juhar (Acer campestre),
- veresgyűrű som (Cornus sanguinea),
- közönséges mogyoró (Cornus avellana),
- hosszúcsészés galagonya (Crataegus calycina)
- kétbibés galagonya (Crataegus oxyacantha)
- közönséges fagyal (Ligustrum vulgare)
- kecskerágó fajok (Euonymus spp.), különösen a
  - csíkos kecskerágó (Euonymus europaeus), valamint különféle
- rózsa- (Rosa spp.) és
- szeder (Rubus spp.) fajok.

Ha ez utóbbiak túlsúlyra jutnak, együtteseiket külön társulásoknak is szokás tekinteni.
Gyepszintjének nincsenek „saját” fajai. Éppen ezért a tövises cserjéssel mozaikosan váltakozó és szegélyein feltűnő lágyszárú növények gyepje igen sokféle és változatos:
- a talaj minősége,
- a legeltetés intenzitása
- és más tényezők függvényében.

Fő csoportjaik:
- a féltermészetes száraz gyepek és cserjésedett változataik (Festuco-Brometalia) rend szokásos fajai, pl.:
  - deres tarackbúza (Elymus hispidus),
  - tollas szálkaperje (Brachypodium pinnatum),
  - kígyóhagyma (Allium scorodoprasum),
  - közönséges spárga (Asparagus officinalis) stb.),

- szegélynövények:
  - tarka koronafürt (Securigera varia),
  - közönséges szurokfű (Origanum vulgare),

- legelők ruderális gyomjai:
  - réti útifű (Plantago media),
  - fekete üröm (Artemisia vulgaris),
  - bókoló bogáncs (Carduus nutans)

- erdei reliktum fajok:
  - tavaszi kankalin (Primula veris),
  - borsikafű (Clinopodium vulgare),
  - raponcharangvirág (Campanula rapunculus).

## Termőhelye
Ezek a bozótosok a sík- és dombvidékeken növő félszáraz és mezofil vízgazdálkodású erdőket kísérik:
- vagy a szegélyeiken nőnek,
- vagy a kiirtott erdők helyén másodlagosan kialakult legelők beerdősülésének szekunder pionír együtteseként.

Igénytelen fajokból álló társulás. Jól tűri a legelőgazdálkodással járó taposást, rágást és égetést — sőt, a legeltetés segíti a megkímélt szúrós növények terjeszkedését. Ezzel együtt, kifejlődésének használ, ha a legeltetést néhány évig szüneteltetik.
A többnyire két méternél is magasabb, sűrű, tövises bozót az erdőket többnyire 3—5 m széles sávban szegélyezi. A xeroterm tölgyesek (Quercetalia pubescentis-petraeae Borhidi, 1996) nyiladékaiban a sáv szélessége elérheti a 20–30 m-t is. 